# Habala
Habala es un pequeño pueblo de montaña en la región de Asir de Arabia Saudita. Era originalmente habitado por una comunidad tribal conocida como los «hombres flor» por su costumbre de llevar guirnaldas de hierbas secas y flores en sus cabelleras. En el pasado, el pueblo únicamente podía ser alcanzado por escalera de cuerda, y, de hecho, el nombre Habala proviende de la palabra árabe para cuerda.
En la década de 1990, durante una campaña para promover el turismo en la región, un teleférico fue construido para proveer acceso a la villa y sus impresionantes vistas de las montañas. Como consecuencia, sin embargo, los «hombres flor» locales fueron desposeídos de sus hogares y forzados a mudarse a una villa moderna creada para ellos en un valle cercano. Cuando se negaron a mudarse, fueron evacuados por la fuerza por la Guardia Nacional de Arabia Saudita. Recientemente, a algunos de los habitantes originales del pueblo se les permitió regresar, pero únicamente para llevar a cabo sus bailes tradicionales para los turistas durante los meses de verano.

## Fuente
- John R. Bradley. Saudi Arabia Exposed: Inside a Kingdom in Crisis (Arabia Saudita Expuesta: Adentro de un Reino en Crisis), Palgrave Macmillan, 2005, pp.60-61. ISBN 1-4039-6433-5

- Datos: Q2717521
- Multimedia: Al-Habalah, Asir / Q2717521